# Túpolev Tu-2000
El Túpolev Tu-2000 fue un planeado avión experimental de vuelo hipersónico diseñado por la oficina de diseño Túpolev. Su objetivo era probar tecnologías para un avión aeroespacial de una sola etapa hasta órbita y también para el bombardero intercontinental Túpolev Tu-360.

## Diseño y desarrollo
El desarrollo del Tu-2000 comenzó en 1986 como respuesta soviética al proyecto X-30 estadounidense. Tras la caída de la Unión Soviética, Rusia se hizo cargo del proyecto y lo llevó adelante hasta 1992, cuando fue suspendido por falta de fondos.
El demostrador de tecnología experimental habría pesado 70-90 toneladas con una longitud de 60 m, mientras que el vehículo de una sola etapa hasta órbita habría pesado 210-280 toneladas y llevado una carga útil máxima de 10 toneladas hasta órbitas terrestres a 200-400 km de altitud.
Los trabajos en el proyecto comenzaron en la década de 1970. La oficina de diseño de Túpolev comenzó el desarrollo de un avión aeroespacial con un peso de lanzamiento de aproximadamente 300 toneladas. Se consideraron varios métodos de propulsión, como el motor cohete líquido con elementos combustibles, la propulsión nuclear de aeronaves, el motor de plasma o un motor de iones.
El motivo de la aparición del sistema de defensa aérea soviético fue la aparición del transbordador espacial estadounidense. Los trabajos se iniciaron en el año 1981. Tres años más tarde se propuso un sistema aeroespacial basado en un avión orbital de una sola etapa con un motor cohete de propelente líquido, que podría ser lanzado tanto desde tierra como desde portaaviones. Sin embargo, para aumentar la eficiencia y aumentar la reserva de combustible, pronto se adoptó una variante con una planta motriz combinada de un motor turborreactor, un motor estatorreactor y un motor cohete líquido, que se convirtió en el prototipo del Tu-2000.
El avión fue diseñado como un avión sin cola, y tenía un motor y una extensión baja del ala triangular ubicada debajo del fuselaje. El núcleo del diseño era la planta de energía, que incluía:
- 4 motores turborreactores en el fuselaje trasero;
- 1 estatorreactor principal de aceleración de amplio alcance (ubicado en la parte trasera del fuselaje);
- 2 motores cohete de combustible líquido para maniobrar en el vacío (instalados entre los turborreactores).

Se necesitaba un gran número de motores para optimizar la eficiencia en los diferentes modos de vuelo. La mayor parte del volumen del avión estaba ocupada por depósitos de combustible de hidrógeno líquido. La tripulación, compuesta por dos personas, estaba situada en el morro del fuselaje. Un sistema automático de rescate de la tripulación debía proporcionar una ruta de escape a todas las altitudes. La sección de proa, incluida la cabina, era desmontable. Se consideraron dos opciones de escape: rescate en paracaídas desde la cabina y un asiento eyectable.
Los equipos de radio y electrónicos estaban ubicados detrás de la cabina de vuelo. El puntal delantero del tren de aterrizaje estaba en el mismo compartimento. La parte media y trasera del fuselaje albergaban el depósito de combustible de hidrógeno líquido. El depósito de oxígeno líquido que suministraba oxidante a los motores cohete estaba ubicado en la cola del fuselaje. El hidrógeno líquido se utilizaba como combustible para todos los motores y provenía de un único sistema de combustible.
El avión fue diseñado con tren de aterrizaje triciclo. El tren delantero poseía ruedas gemelas de pequeño diámetro con neumáticos de alta presión. El tren de aterrizaje principal debía ser de una sola rueda y retraerse hasta los compartimentos del fuselaje.
Se suponía que el VKS despegaría desde pistas estándar de hasta 3 km de largo, volaría a velocidad subsónica después del despegue hasta alcanzar el punto de inicio de aceleración establecido y antes del aterrizaje para la aproximación a un aeródromo determinado; realizaría vuelos para cambiar el aeródromo base, realizaría rápidamente la aceleración a una velocidad y altitud determinadas, incluido el acceso a una órbita circular; realizaría múltiples maniobras orbitales; realizaría un vuelo orbital autónomo de hasta un día; realizar un vuelo de crucero en la atmósfera con velocidades hipersónicas, realizaría una desaceleración al regresar de la órbita; en el proceso de aceleración a parámetros orbitales y en el proceso de descenso, realizaría maniobras para el paso de una ruta determinada y salida a una órbita determinada y un aeródromo determinado; cambiaría el plano de vuelo orbital.
La aceleración de los trabajos contribuyó a la información sobre el proyecto Rockwell X-30, un demostrador tecnológico para el proyecto National Aero-Space Plane (NASP) de Estados Unidos. En 1986 se emitieron dos decretos gubernamentales para desarrollar un proyecto similar. El 1 de septiembre del mismo año, el Ministerio de Defensa publicó la tarea técnica de un sistema reutilizable de una sola etapa, capaz de resolver problemas en la atmósfera y en el espacio cercano y realizar un transporte transatmosférico intercontinental de alta velocidad.
Se planeó implementar el proyecto en dos etapas:
1. Creación de un avión Tu-2000A con un peso de vuelo de 70-90 toneladas y una velocidad de Mach 6 a una altitud de 30 km. El VKS debía tener 60 m de largo; con una envergadura de 14 m; y un aflechamiento del borde de ataque alar de 70 grados.
2. La segunda etapa suponía varias opciones de implementación: Tu-2000B, MVKS y un avión hipersónico.

- El Tu-2000B era un bombardero doble, que tenía un alcance de 10 000 km y un peso al despegue de 350 toneladas. Seis motores proporcionaban una velocidad de Mach 6 a una altitud de 30 km.
- La versión MVKS debía tener un peso de despegue de 260 toneladas, un techo de vuelo de más de 60 km y una velocidad de Mach 15-25. Llevaría una carga de 8-10 toneladas a una órbita de 200 km.
- No se realizó un estudio detallado de la propuesta del transporte hipersónico porque no se consideró una prioridad.

En el momento del colapso de la URSS, el proyecto estaba en pleno apogeo. La perestroika dio como resultado menores costes del proyecto. Sin embargo, en diciembre de 1991, muchos elementos estructurales ya habían sido fabricados: la caja de torsión del ala de aleación de níquel, parte del fuselaje, depósitos de combustible criogénicos y líneas de combustible de material compuesto. A modo de comparación, en aquel momento el proyecto estadounidense X-30 estaba estancado en el intento de construir una sección del fuselaje hecha de aleación de titanio. El Tu-2000 podría haber sido completado en el año 2000, pero las circunstancias habían cambiado.
Debido a la falta de financiación en el verano de 1992, el proyecto fue desclasificado y tuvo que trasladarse a una base comercial. El diseño del MVKS fue presentado en la exposición Mosaeroshow-92. Los máximos dirigentes del país prometieron apoyar el proyecto para elevar el prestigio del país, pero no hicieron nada. Poco después, la financiación se interrumpió por completo.
A precios de 1995, el coste de construir un Tu-2000 se estimó en 450 millones de dólares, y el coste de su desarrollo en 5290 millones de dólares. Con una financiación adecuada, el proyecto podría haberse completado en 13-15 años, pero en 1993 el Tu-2000 fue cancelado.

## Especificaciones (diseño de una sola etapa hasta órbita)
Referencia datos: Gordon

### Características generales
- Tripulación: Dos
- Carga: 8000 kg
- Longitud: 72 m (236,2 ft)
- Envergadura: 14 m (45,9 ft)
- Peso máximo al despegue: 280 000 kg (617 120 lb)
- Planta motriz: 4× turborreactor, 1x estatorreactor y 2x motor cohete de hidrógeno líquido con oxidante de oxígeno líquido .
- Diámetro: 13 m

### Rendimiento
- Velocidad máxima operativa (Vno): Mach 25 (en órbita)

## Aeronaves relacionadas

### Secuencias de designación
- Secuencia Tu-_ (interna de Túpolev): ← Tu-414 - Tu-336 - Tu-444 - Tu-2000